# Rhomphaea affinis
Rhomphaea affinis là một loài nhện trong họ Theridiidae.
Loài này thuộc chi Rhomphaea. Rhomphaea affinis được Roger de Lessert miêu tả năm 1936.